# Енисейская улица (Москва)
Енисе́йская у́лица — улица на северо-востоке Москвы в Бабушкинском районе, Свиблово и Северном Медведково Северо-Восточного административного округа между Осташковской улицей и улицей Лётчика Бабушкина. Одна из важнейших магистралей и самая длинная улица Бабушкинского района. До 1964 года называлась 4-я Медведковская улица. Переименована по сибирской реке Енисей в связи с расположением на северо-востоке города.

## Расположение
Общее направление — с юга на север. Начинается от улицы Лётчика Бабушкина в непосредственной близости от Северянинского путепровода, разделяющего проспект Мира и Ярославское шоссе. Затем улица пересекает Уржумскую улицу, Берингов проезд, Новый Берингов проезд, Верхоянскую и Радужную улицы, улицу Искры, улицу Чичерина, Печорскую улицу, Ленскую улицу. На пересечении Енисейской улицы с улицей Менжинского находится станция метро Бабушкинская. Затем улица пересекает Староватутинский и Извилистый проезды, реку Яуза (мост Енисейской улицы), проезд Шокальского и, наконец, Широкую улицу, где она сливается с Осташковской улицей. Продолжается как Осташковская улица и Осташковское шоссе.  Это самая длинная улица в Бабушкинском районе — около 4,5 км.
Улица двусторонняя на всём протяжении: сначала имеет по две полосы в каждую сторону, а после Нового Берингова проезда и до конца — по три.

## Общественный транспорт
Автобусы
- 176 платформа Лось —  Свиблово — Проезд Русанова
- 183 платформа Лось — Институт пути
- 185 платформа Лось —  Свиблово —  Ботанический сад
- 349 Осташковская улица — Чукотский проезд
- 649 Осташковская улица — Ясный проезд
- С15 платформа Лось – Малыгинский проезд
- н6 Осташковская улица —  Медведково —  Бабушкинская —  Свиблово —  Ботанический сад /  Ботанический сад —  ВДНХ —  Рижский вокзал —  Проспект Мира /  Проспект Мира —  Сухаревская —  Лубянка —  Китай-город

Трамвай
- 17 Медведково —  Бабушкинская — платформа Ростокино —  Ростокино —  ВДНХ — Останкино

## Галерея

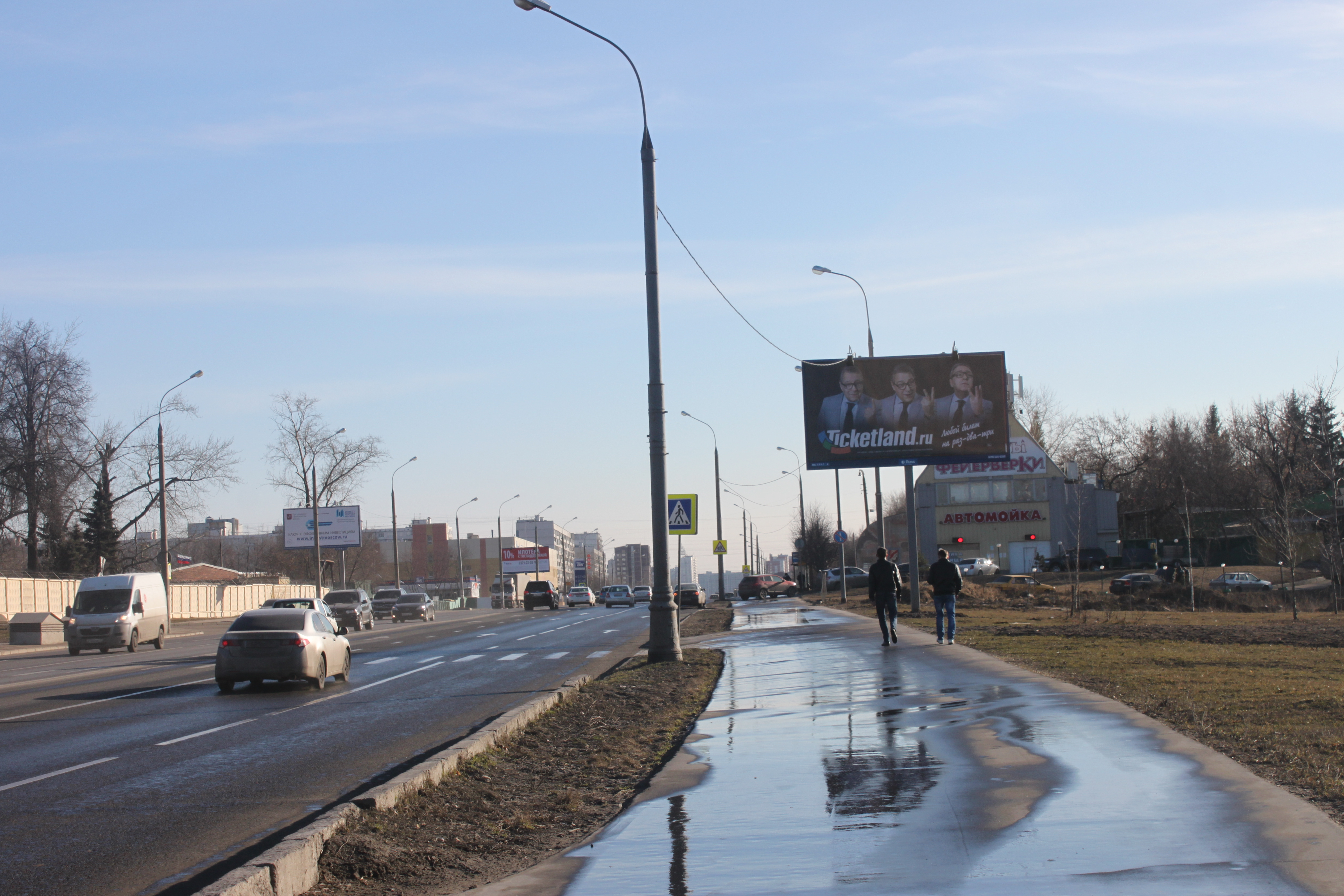
Вид на юг
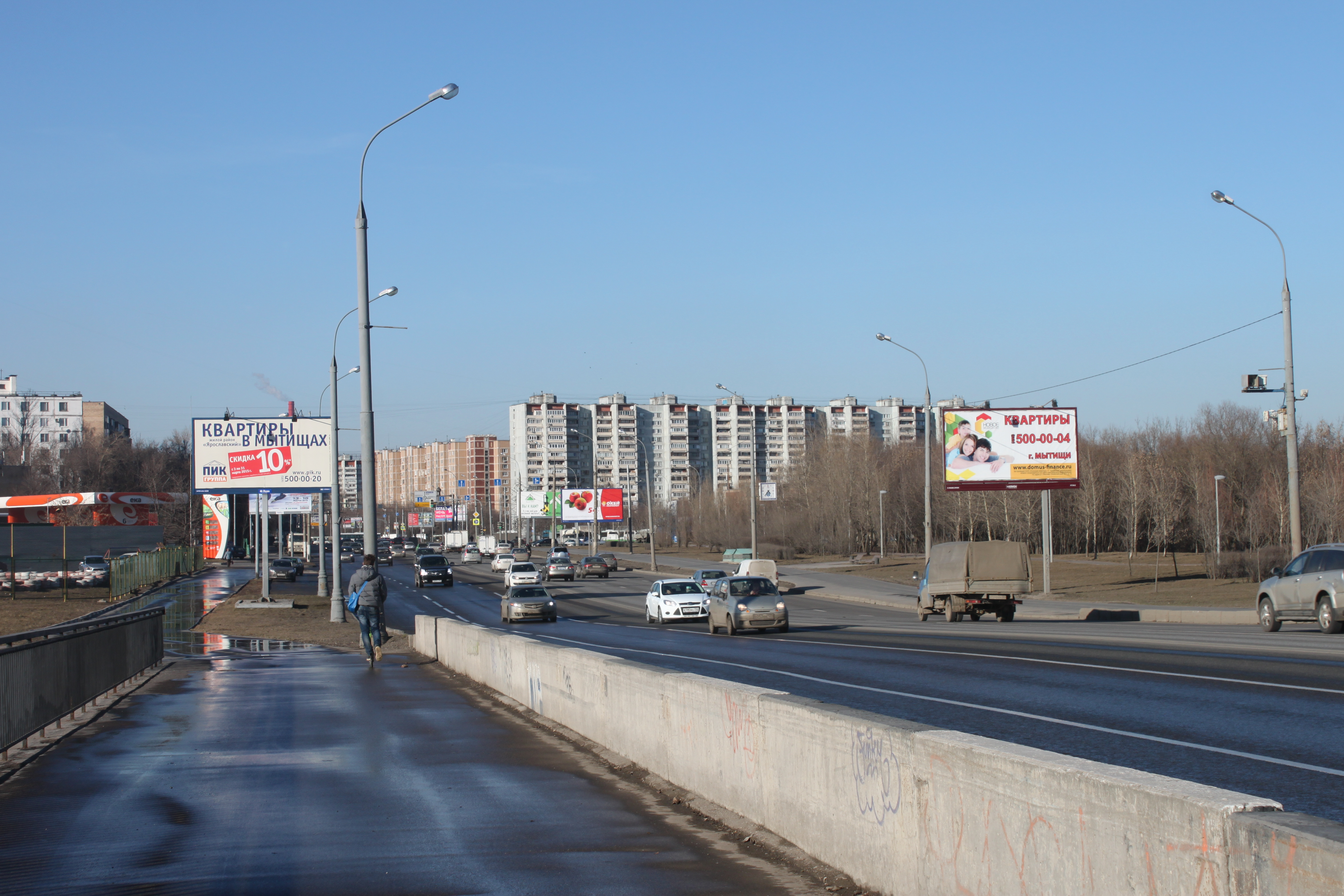
Вид на север
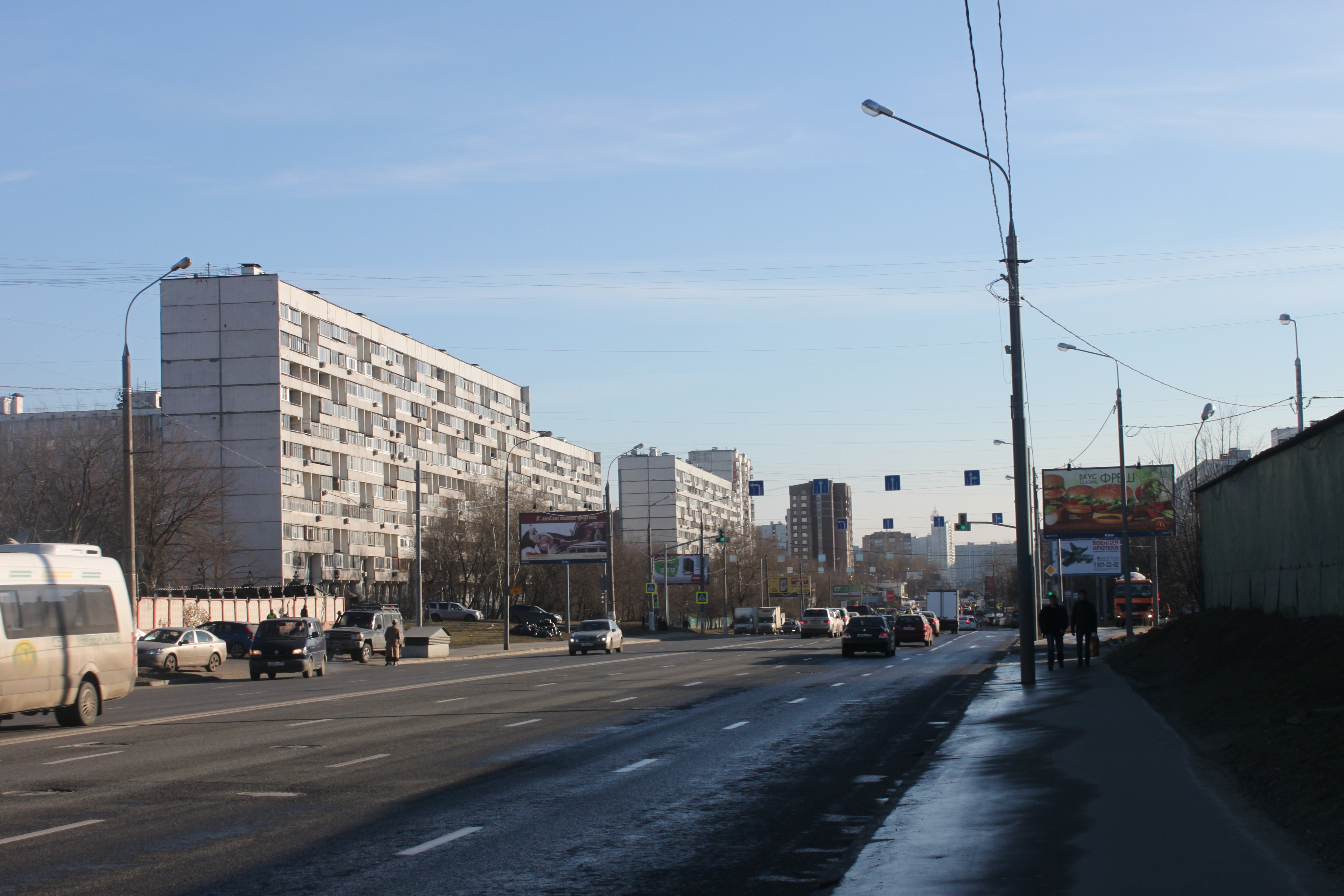
Рядом со Староватутинским проездом
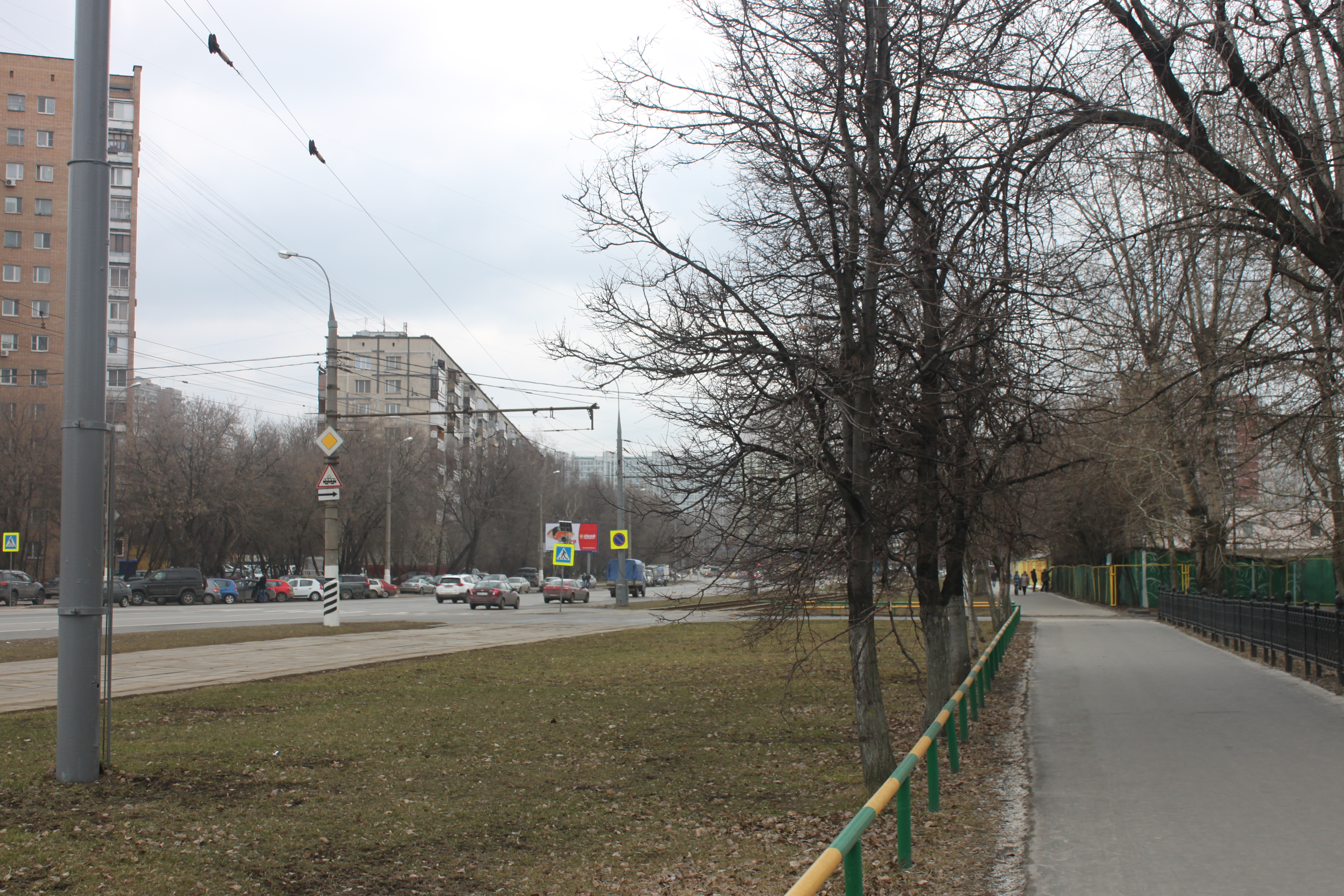
Трамвайные пути